# Ronda de Sant Pere
La Ronda de Sant Pere és una via de 30 metres d'amplada que forma part de les antigues Rondes de Barcelona, que separen la Ciutat Vella de la ciutat nova o Eixample. Comença a la plaça de Catalunya com a continuació de la ronda de la Universitat, i acaba davant de l'arc de Triomf, al final del passeig de Lluís Companys i l'inici del passeig de Sant Joan.

## Història
La ronda deu el seu nom al baluard de Sant Pere de la Muralla de Terra, situat prop del convent del mateix nom, i en record dels fets de la defensa de Barcelona els anys 1697, 1713 i 1714.